# Tritomegas
Tritomegas is een geslacht van wantsen uit de familie graafwantsen (Cydnidae). Het geslacht werd voor het eerst wetenschappelijk beschreven door Amyot & Audinet-Serville in 1843.

## Soorten
Het genus bevat de volgende soorten:

- Tritomegas bicolor (Linnaeus, 1758)
- Tritomegas delagrangei (Puton, 1888)
- Tritomegas micans (Horváth, 1899)
- Tritomegas rotundipennis (Dohrn, 1862)
- Tritomegas sexmaculatus (Rambur, 1839)
- Tritomegas theryi (Lindberg, 1932)